# 尖沙咀天星碼頭公共運輸交匯處

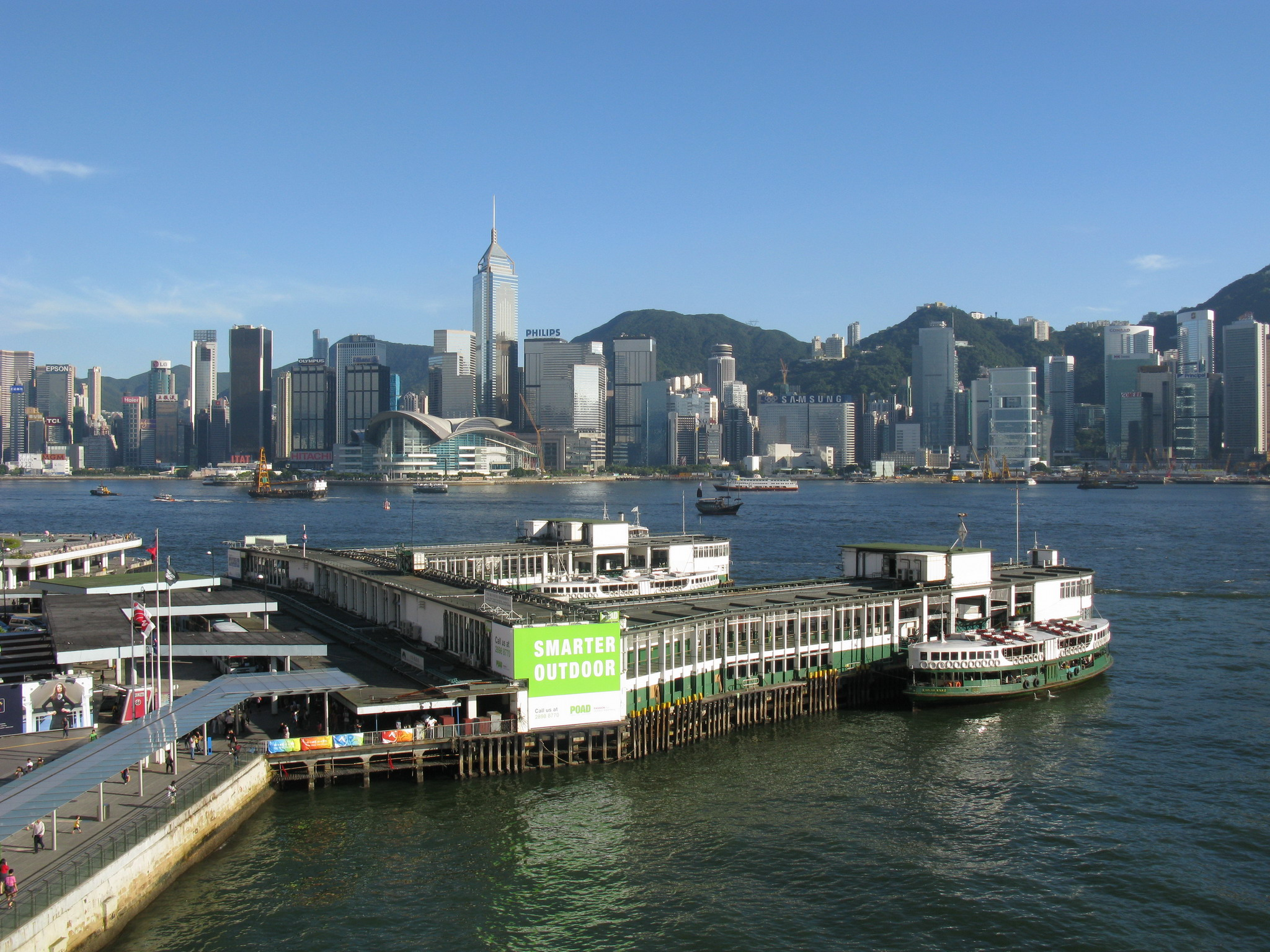
位於尖沙咀碼頭巴士總站旁的尖沙咀天星碼頭

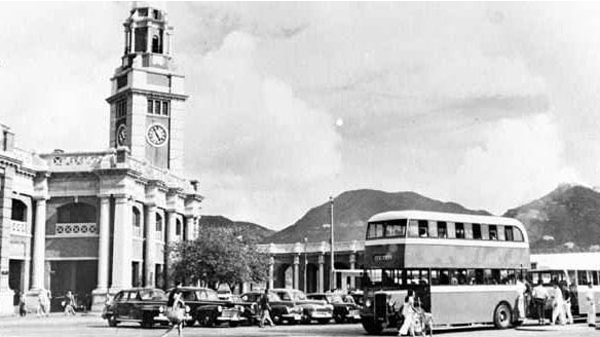
1952年的尖沙咀碼頭巴士總站

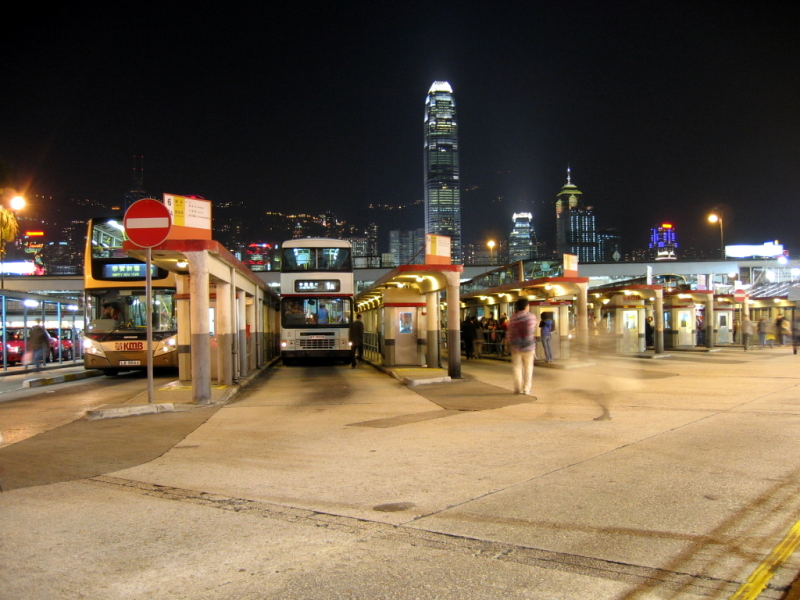
晚上的尖沙咀碼頭巴士總站

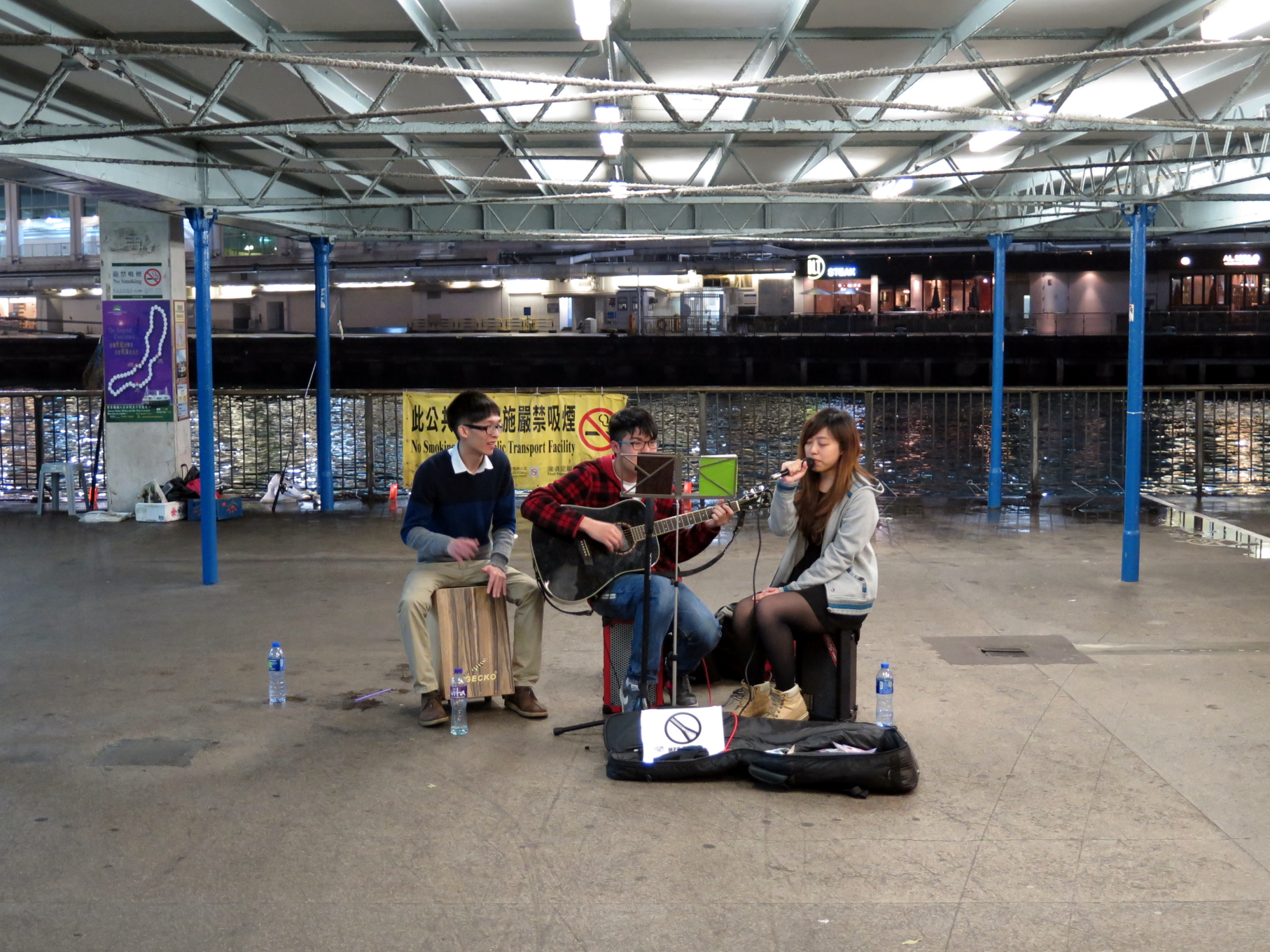
巴士總站晚上有不少年青人表演音樂

尖沙咀天星碼頭公共運輸交匯處（英語：Star Ferry Public Transport Interchange）是香港最歷史悠久的大型公共運輸交匯處，當中附設巴士總站、小巴站、的士站及天星碼頭，以前還有尖沙咀火車站。在巴士公司中，稱作為尖沙咀碼頭巴士總站（英語：Star Ferry Bus Terminus），現有十條巴士路線以此作巴士總站及五條巴士線經過，鄰近尖沙咀天星碼頭、香港文化中心、星光大道、海港城及星光行。
2012年前政府曾考慮遷拆尖沙咀天星碼頭公共運輸交匯處中的尖沙咀碼頭巴士總站，並重建為新的廣場及的士站。當時停泊於公共運輸交匯處內的巴士路線曾獲考慮遷移至其他巴士總站，其中5號線曾遷至尖沙咀東（麼地道）巴士總站作為終點站，因受到公眾反對，於2010年2月20日遷回尖沙咀碼頭為終點站。

## 歷史

### 天星碼頭
- 1888年，「九龍渡海小輪公司」開辦來往尖沙咀與中環的渡輪服務。
- 1898年，九龍倉集團收購「九龍渡海小輪公司」，並改名為「天星小輪公司」，當時天星小輪開辦時，只擁有5艘以燃燒煤炭發動的單層船隻。當時的渡輪班次為40分鐘一班，穿梭中環與尖沙咀之間，船費為每位港幣5仙(HK$0.05)。
- 1904年，天星小輪在當時的九龍倉碼頭南端的九龍角興建新的天星碼頭，選址近今海運大廈一帶。
- 1906年4月1日，新碼頭落成，以木材興建。
- 1906年9月18日，九龍角天星碼頭卻被颱風所破壞，便南移至現址全面重建
- 1911年，重新恢復服務。
- 1950年代初，尖沙咀天星碼頭重建，成為現時的模樣。
- 1979年8月2日，颱風荷貝來襲，一艘萬噸級的希臘貨船撞向尖沙咀天星碼頭，之後在九龍公眾碼頭擱淺，碼頭曾停用數星期。
- 2003年，開辦名為「天星維港遊」的海上遊，遊客可乘坐仿照1920年代設計的天星小輪「輝星號」暢遊維多利亞港，尖沙咀碼頭則為四個站點的其中之一，並設有售票處。

### 火車站
- 1904年，九廣鐵路的定線落實，香港的終點站設於尖沙咀。
- 1910年10月1日，九廣鐵路香港段(當時稱為英段)通車，但尖沙咀火車站於1914年3月1日才正式動工。
- 1914年，第一次世界大戰在歐洲爆發，影響從英國運來所需物料，車站內部工程一度需要暫停。
- 1914年末，列車開始使用尖沙咀火車站月台。
- 1915年，鐘樓完工。
- 1916年3月28日，九龍車站全面竣工。

### 巴士總站
- 1920年代，本站啟用，前稱尖沙咀總站。
- 據1935年，以尖沙咀作為總站總站的九龍市區巴士如下
  - 1：尖沙咀←→深水埗（現2號線）
  - 2：尖沙咀←→荔枝角（現6號線）
  - 2A：尖沙咀←→欽州街
  - 3：尖沙咀←→九龍城（現5號線）
  - 5：尖沙咀←→柯士甸道（紀念碑）
  - 6：尖沙咀←→九龍城（現1號線）
  - 7：尖沙咀←→九龍塘（現7號線）
  - 8：尖沙咀←→九龍塘
  - 10：尖沙咀←→牛池灣
- 據1941年，以尖沙咀作為總站總站的九龍市區巴士如下
  - 1：尖沙咀←→深水埗（現2號線）
  - 2：尖沙咀←→荔枝角（現6號線）
  - 2A：尖沙咀←→欽州街
  - 3：尖沙咀←→牛池灣（現5號線）
  - 3A：尖沙咀←→九龍城
  - 5：尖沙咀←→柯士甸道（紀念碑）
  - 6：尖沙咀←→九龍城（現1號線）
  - 7：尖沙咀←→九龍塘（現7號線）
  - 8：尖沙咀←→九龍塘
- 日本侵華期間，路線停駛。
- 1946年初：6號線重投服務，並改稱1號線。
- 1946年初：1號線重投服務，並改稱2號線。
- 1946年4月21日：九龍巴士5號線投入服務，與3號線中的一段路線相同（當時為尖沙咀←→紅磡，1946年中延至九龍城，1947年延至牛池灣）。
- 1946年10月：7號線重投服務。
- 1946年10月：8號線重投服務。
- 1946年10月：新線9號線投入服務，當時為尖沙咀←→九龍城（亞皆老街）。
- 1946年9月13日：2號線重投服務，並改稱6號線。
- 1949年5月：戰前的5號線重投服務，並改稱10線（尖沙咀←→紀念碑）。
- 1949年6月：2A號線重投服務，並改稱6A線（尖沙咀←→欽州街）。
- 1951年：九龍巴士5A線投入服務（尖沙咀←→九龍城）。
- 1958年10月22日：九龍巴士5B線投入服務（尖沙咀←→紅磡）。
- 1961年9月18日：九龍巴士7A線投入服務（尖沙咀←→又一村）。
- 1962年4月：尖沙咀總站改稱尖沙咀碼頭巴士總站
- 1964年6月4日：九龍巴士1A線投入服務，當時為尖沙咀碼頭←→觀塘（裕民坊）。
- 1965年6月1日：九龍巴士5B線取消（取消前為尖沙咀碼頭←→九龍城)。
- 1966年3月25日：九龍巴士6A線取消（取消前為尖沙咀碼頭←→蘇屋村）。
- 1967年6月25日：九龍巴士5A、7A、8線因1967年六七暴動暫停服務，並沒有重投服務。
- 1967年9月30日：九龍巴士7A線投入服務（尖沙咀碼頭←→橫頭磡）。
- 1968年1月20日：九龍巴士2C線投入服務（當時為尖沙咀碼頭←→又一村）。
- 1969年7月20日：九龍巴士5A線投入服務為5號線的輔助線。
- 1972年5月1日：九龍巴士5C線投入服務（當時為尖沙咀碼頭←→南慈雲山）。
- 1976年7月1日：九龍巴士8號線總站由紅磡碼頭延至尖沙咀碼頭往來愛民（於1983年9月28日由愛民延長至佐敦道碼頭，其後於1999年2月28日延至九龍機鐵站）。
- 1974年3月10日：九龍巴士6A線投入服務，當時為尖沙咀碼頭←→荔枝角（荔園）。
- 1975年2月1日：九龍巴士豪華巴士206線投入服務（尖沙咀碼頭←→荔枝角（橋底））。
- 1975年2月17日：九龍巴士豪華巴士202線投入服務（尖沙咀碼頭←→又一村）。
- 1975年2月17日：九龍巴士豪華巴士207線投入服務（尖沙咀碼頭←→筆架山道）。
- 1975年2月17日：九龍巴士豪華巴士208線投入服務（當時為尖沙咀碼頭←→廣播道）。
- 1975年3月16日：九龍巴士豪華巴士250線投入服務（尖沙咀碼頭←→元朗東）。
- 1975年6月9日：九龍巴士豪華巴士205線投入服務（尖沙咀碼頭←→彩虹）。
- 1975年9月23日：九龍巴士豪華巴士205線取消。
- 1975年9月23日：九龍巴士豪華巴士211線投入服務（尖沙咀碼頭←→觀塘（裕民坊））。
- 1976年1月19日：九龍巴士豪華巴士216線投入服務（尖沙咀碼頭←→美孚新邨（百老匯街））。
- 1976年3月15日：九龍巴士豪華巴士209線投入服務（尖沙咀碼頭←→彩虹)。
- 1976年3月15日：九龍巴士豪華巴士210線投入服務（尖沙咀碼頭←→郝德傑道)。
- 1976年9月1日：九龍巴士豪華巴士203線投入服務（尖沙咀碼頭←→北慈雲山）。
- 1975年至1977年間：九龍巴士機場豪華巴士200線投入服務（啟德機場←→尖沙咀碼頭）。
- 1977年8月2日：九龍巴士豪華巴士246線投入服務（尖沙咀碼頭←→麗瑤）。
- 1978年10月2日：所有以尖沙咀碼頭為總站的豪華巴士路線，均遷往九龍公園徑與北京道交界的新總站，總站稱為尖沙咀。
- 1983年5月1日：九龍巴士7A線改稱7K並改為紅磡火車站←→樂富。
- 1996年7月28日：九龍巴士2C線改為循環線，並不途經尖沙咀碼頭。
- 2008年6月22日：九龍巴士5線的終點站由尖沙咀碼頭改為尖沙咀東（麼地道）。
- 2010年2月20日：九龍巴士5線的終點站由尖沙咀東（麼地道）改為尖沙咀碼頭。
- 2011年7月17日：九龍巴士6A線停止服務，同日起九龍巴士6號線總站由美孚巴士總站延長至荔枝角巴士總站[1]。
- 2015年9月21日：全球首輛三軸雙層低地台巴士(ATR1)退役日，當天行走1A線P91字軌的ATR1(下午5時45分於中秀茂坪總站開出)於晚上6時51分到達尖沙咀碼頭，大批巴士迷到場送別。ATR1於7時27分駛離尖沙咀碼頭，為18年服務史寫下句號。

### 顧客資訊站
九巴在2002年11月設立全港首個九巴智能顧客資訊站。資訊站分為三部分，包括戶外全天候顧客自助亭及顧客服務中心。
戶外全天候顧客自助亭則為遊人提供多種自助式顧客服務，自助亭設有一系列多媒體設施，包括一組電子顯示屏幕，每日24小時不停提供由尖沙咀碼頭前往九龍一些特色景點的巴士路線資料，方便遊客乘搭九巴遊覽觀光。此外，自助亭特設42吋液晶體電視屏幕，播放視像資訊節目，早年啟用時介紹尖沙咀區特色景點的旅遊節目。遊人亦可透過設於自助亭的多媒體資訊系統，瀏覽九巴網頁。自助亭亦設置了尖沙咀碼頭巴士總站的平面圖，詳列各條總站路線及途經路線的候車位置、陳列全套共51部精美的巴士模型及擺放九巴最新印製的路線資料單張。
位於顧客自助亭旁的顧客服務中心，早年設有服務大使，除為顧客提供巴士路線查詢、售賣九巴紀念品及八達通卡增值等服務外，亦會收集乘客對九巴服務的意見。
資訊站曾設有一幅長14米，高4米的巨型壁畫，展示珍貴的九巴歷史圖片，自早期的單層巴士至當年最新引入的環保綠悠悠巴士，勾劃出九巴自1933年成立以來的發展進程及車隊的演變。但巨型壁畫在2006年8月受到颱風破壞而報廢，現時已改建為廣告燈箱。

### 尖沙嘴天星碼頭露天廣場計畫
尖沙嘴天星碼頭露天廣場計畫萌芽於2000年，主要以凝聚旅客及提升香港旅遊業吸引力為目標，將天星碼頭對開巴士總站遷移至麼地道公共運輸交匯處，原來地址更改為興建面積約8,500平方米的露天廣場。
2005年6月8日，香港立法會通過旅遊事務署的建議，撥款2.7億港元將尖沙咀天星碼頭公共運輸交匯處遷往尖東永安廣場旁邊的新公共運輸交匯處，從而與尖東站形成配套，另外讓出天星碼頭公共運輸交匯處原本地址的空間以擴大碼頭旁邊的露天廣場以改善旅遊設施，使之成為尖沙咀的新地標。
天星小輪曾經聘用兩家獨立顧問公司對搬遷尖沙咀碼頭巴士總站後對天星小輪的影響進行研究，當中指出若果巴士站遷移，乘客量可能會下降8%-11%，故此會有大幅度提高票價以維持成本的需要。旅遊事務署的回應強調露天廣場有助帶動尖沙咀旅遊業發展，從而促進天星小輪客量，改道工程亦會改善附近一帶交通，不會形成擠塞。
2008年7月，九龍巴士率先將其中一條巴士線遷離尖沙咀碼頭巴士總站，使到香港市民開始關注巴士總站的未來。有市民成立了名為 尖碼之聲 （页面存档备份，存于） 的民間組織發起多種活動，表達反對遷拆尖沙咀碼頭巴士總站的意願。2009年4月7日，於越南河內召開的聯合國教科文組織論壇席間，討論了尖沙咀碼頭巴士總站的歷史價值及遷拆問題，引起了國際間的關注。
2009年，有關計劃獲得刊憲，其後政府收到逾一萬份反對意見，表示擔心計畫將會令到附近地區的交通暢通程度再惡化，並且認為巴士站屬於香港人的集體回憶，是故要求保留。
在區議會、保育團體及地區人士的強烈反對下，政府於2011年讓步，推出改善方案，就是確保尖沙嘴天星碼頭巴士總站的15條巴士路線服務完全不會受到影響，巴士總站會與全新的交通交匯處一同發展，佔地約3,700平方米，至於露天廣場的面積則由原先的設計大減4成至5,100平方米，政府同時計畫在天星碼頭上蓋加以興建一層建築，用作發展食肆及觀景台，讓市民及遊客可以欣賞維多利亞港的景色。2011年8月，當局公佈尖沙咀露天廣場公開設計比賽的結果，惟因為規劃改變，故此未能夠使用得獎作品的設計。
2012年8月8日，政府宣佈在考慮油尖旺區議會及地區人士意見和訴求後，以及在推出改善方案後，相關部門進行過相關的技術評估，發現碼頭的地基不能夠承受大規模的翻新及擴建工程，故此難以大幅度地擴充，以提供額外的休憩地方，同時一旦廣場面積減少4成，根本就難以作為具規模的發展，故此決定擱置尖沙嘴天星碼頭露天廣場計畫。商務及經濟發展局表示，由於區議會和公眾對維持現有巴士服務安排的強烈訴求，以及考慮到位於前水警總部的文物酒店落成啟用，廣東道一帶已經發展成為深受旅客歡迎的購物區，露天廣場計劃可以帶來的額外旅遊和經濟效益相對有限。在權衡各項考慮後，決定擱置尖沙咀露天廣場計劃。
計劃被擱置後，外界反應普遍正面，但是亦影響到尖沙嘴東的麼地道公共運輸交匯處的未來發展。於2011年11月發表的審計報告中，審計署就曾經批評運輸署錯估需求兼且浪費資源，指出露天廣場計畫若然無法落實，或者根本毋須耗資1億4,300百萬港元興建該交匯處，建議運輸署改善交匯處的規劃。油尖旺區區議員陳偉強則指出，即使計畫擱置，尖沙嘴一帶的交通仍然是非常擠塞，既然麼地道交匯處的使用情況欠理想，建議運輸署與巴士公司進行協調，通過分流巴士路線以紓緩目前的交通情況。油尖旺區議會交通運輸委員則表示，對於擱置計劃感可惜，但是區議會會以計劃對市民造成的交通影響為主要考慮，雖然計劃擱置，區議會仍然會在小型工程上改善該處的環境。此外，有消息指，政府亦不認為擱置計畫等同是浪費金錢，因為該交匯站現時至少有6條巴士路線和綠色小巴使用，不認為是浪費，計劃被擱置後，交匯處的資源更可以充分利用；運輸署亦會與巴士公司商討改善交匯處的規劃，以改善未來的交通情況。而天星小輪總經理梁德興表示，天星小輪提升現有設施及擴建碼頭範圍的計劃不會改變，例如會將地舖向前推，但是工程範圍會縮小，具體情況仍然有待與運輸署及相關政府部門商議討論。

## 總站路線資料

### 九龍巴士1號線
- 竹園邨 ↔ 尖沙咀碼頭

前身為戰前的6號線，1920年代末開辦，當時為尖沙咀←→九龍城，而且設頭等及二等收費，當時頭等收費為首兩段一毫，其後每段五仙；二等車費為首兩段五仙，其後每段五仙，而軍人及小童則可以使用二等車票乘搭頭等。日本侵華曾停止服務，於1942年1月10日重投服務，直至1942年10月軍政府指示下，組成香港自動車運送會社，重整陸上運輸業務，當時九巴的6號線在重整後，獲編為1號線，來往尖沙咀至九龍城，是戰後1號線的前身。但由於日軍佔領時，能源短缺，1號線於1943年8月12日縮短為尖沙咀←→窩打老道，該線在日佔香港末期，為九龍市區唯一仍提供服務的路線。
本線於1949年4月17日獲派香港首四輛雙層巴士行走，成為香港首條提供雙層巴士行走的路線。五六十年代，油麻地、旺角、九龍城一帶的人口不斷增加，當時的1號線供不應求，更是少數在六七暴動期間仍然提供服務的市區路線。
本線於1970年代之改動：
- 1972年4月27日，延至樂富。
- 1976年7月1日，延至橫頭磡。

1976年，因興建地鐵修正早期系統，沿線實施交通改道措施，令到本線客量下跌，加上八十年代初橫頭磡邨及樂富邨重建，人口下跌更令本線進入低潮。
本線於1980年代之改動：
- 1984年6月5日，配合黃大仙北面的竹園邨入伙，因而延至竹園邨，成為竹園邨首條巴士路線。
- 1987年5月25日，往竹園邨方向駛至界改由界限街後，左轉入嘉林邊道，東寶庭道返回聯合道，來回程改經鳳舞街，不經樂富中心。

進入1990年代及以後，路線已經定形，為提升服務質素，本線於1992年8月3日增派空調巴士行走，於2004年更改派Enviro 500(ATE)低地台巴士行走，巴士採用直梯設計的「超直」巴士，方便乘客往來巴士上下層。九巴在2008年12月29日起提升本線至全空調服務。

### 九龍巴士1A線
- 中秀茂坪 ↔ 尖沙咀碼頭

本線於1968年6月4日投入服務，取代原有的2B線（秀茂坪←→旺角）的服務。最初總站位於觀塘（裕民坊）。於1971年9月15日，延至中秀茂坪。
七十年代初，本線是秀茂坪主要對外路線之一，而當時的觀塘及新蒲崗是主要的工業區；而旺角及尖沙咀是九龍主要的商業及購物中心，所以通勤人流相當龐大，因此當時兩邊方向的客量都十分高。
本路線客量一直維持高水平，因而這條「皇牌路線」得到九巴的重視，於1991年2月10日增派空調巴士行走，為九巴第三條改為普通及空調混合路線。

### 九龍巴士2號線
- 蘇屋 ↔ 尖沙咀碼頭

前身為戰前的6號線，於1920年代末開辦，當時為尖沙咀←→深水埗，當時由中華巴士營辦。1933年6月11日，地區專營權生效後改由九巴接辦，並設頭等及二等收費，當時頭等收費為首兩段一毫，其後每段五仙；二等車費為首兩段五仙，其後每段五仙，而軍人及小童則可以使用二等車票乘搭頭等。日本侵華曾停止服務，1942年3月恢復服務，使用一架巴士行走，直至1942年10月，香港自動車運送會社成立，重整陸上運輸業務，當時九巴的1號線在重整後，獲編為2號線，來往尖沙咀至深水埗，即戰後2號線的前身。由於日軍佔領時，能源短缺，2號線於1943年8月12日，縮短為尖沙咀←→深水埗南昌街，直至1944年中停辦。
1946年2月，殖民地政府歸還八部巴士予九巴後，九巴隨即重開兩條市區路線，其中一條為尖沙咀←→深水埗，編號為2號線(即本線)。本線於1950年2月1日獲派雙層巴士行走，1960年2月1日延至設於保安道的蘇屋總站(而現蘇屋總站則於1964年3月5日啟用)。
七十年代中期，因興建地鐵修正早期系統，2號線往蘇屋方向的路線曾於旺角及深水埗作出多次修改，直至1981年6月29日，因地鐵工程竣工，才定線途經彌敦道、荔枝角道、黃竹街、汝州街、欽州街、長沙灣道、東京街前往李鄭屋邨及蘇屋邨。
進入九十年代及以後，1990年6月29日，本線增派單層空調巴士行走，是香港首條以空調巴士及非空調巴士混合行走的專利巴士路線，當時空調巴士服務並不普及，車費達到HK$4.00，而當時普通巴士收費為HK$1.70。
而本線的空調巴士更曾經採用不少樣版車，例如Dennis Dart(AA1/EP5213，已退役)、三菱Fuso MP618N(AP1/FL5622，已退役)、唯一低地台版本的三菱Fuso MK218J(AM184/GP5016，已退役)，後來需求增加便逐漸改派雙層空調巴士行走，而全球首兩部達到歐盟四型廢氣排放標準的富豪Wright 「前衛巴士」(AVW4/LF6495、AVW2/LF5502)亦是本線的掛牌車。九巴在2007年4月28日起提升本線至全空調服務。

### 九龍巴士5號線
- 富山 ↔ 尖沙咀碼頭

### 九龍巴士5A線
- 啟德（啟晴邨） ↔ 尖沙咀碼頭

於1969年7月20日投入服務，當時袛於每日早上及黃昏繁忙時間提供服務，行車路線依5號路線行駛。尖沙咀碼頭最後一條加入空調巴士行走的路線。
- 1975年3月1日，配合啟德機場啟用，曾擴展為每天全日服務，路線亦延至啟德機場。
- 1975年6月16日，因25線（尖沙咀碼頭←→啟德機場，現已取消）投入服務，總站改回九龍城（盛德街），並改為袛於平日繁忙時間提供服務。
- 1981年9月1日，來回程改經全段的梳士巴利道，不經加士居道至梳士巴利道間的漆咸道南。
- 1982年10月24日，增設假日早上至黃昏服務。
- 2010年7月29日，增派空調巴士行走。
- 2020年2月14日，延長至啟德（啟晴邨），並延長服務時間。

### 九龍巴士5C、5P線
5C
- 慈雲山（中） ↔ 尖沙咀碼頭

於1972年5月1日投入服務，初時為南慈雲山←→尖沙咀碼頭，主要是疏導3B線的客量。
- 1976年4月15日，來回程改經紅磡火車站，以提供東鐵接駁服務。
- 1999年1月27日，增派空調巴士行走。
- 2000年6月12日，改為全空調服務。

5P
- 慈雲山（中） ↔ 尖沙咀碼頭

### 九龍巴士6號線
- 荔枝角 ↔ 尖沙咀碼頭

前身為戰前的2號線，早於1920年代末開辦，為尖沙咀←→荔枝角，當時由九巴營辦。1933年6月11日，地區專營權生效後由九巴取得九龍區的專營權，並設有頭等及二等收費，當時頭等收費為首兩段一毫，其後每段五仙；二等車費為首兩段五仙，其後每段五仙，軍人及小童可以使用二等車票乘搭頭等。日本侵華曾停止服務。其後日軍投降，於1946年9月13日重投服務，編號為6號線，當時每10分鐘一班。1946年11月3日，荔枝角總站遷往煤倉，並於1950年8月，遷往荔園遊樂場（即現荔欣苑）。
本線初時來回程途經青山道，但後因多項交通管理措施而改動數次：
- 1957年3月1日，往荔枝角方向改經元州街。
- 1963年11月21日，改由元州街經昌華街往長沙灣道。
- 1973年7月28日，改經興華街取代昌榮街的路段。

另一方面，二次大戰後，九龍市區人口因國共內戰中來避難的大陸居民而客量大幅增加，直至美孚新邨於六七年代末至七十年代初入伙後，客量已經達到飽和程度，因此從1974年3月10日開始縮短至荔枝角（橋底）（1985年5月31日改稱美孚），同日起開辦6A線，依縮短前的6號線的路線行走。
1989年5月5日，一輛利蘭奧林比安十一米空調雙層巴士（AL1），獲派往本線作試驗，並試驗成功，奠定今日大量引入雙層空調巴士的基礎，但後來本線卻並非首條加入雙層空調巴士行走的路線，本線要到1991年9月8日才增派空調巴士行走。當時空調巴士服務不像今日普及，車費達到HK$4.00，而當時普通巴士收費為HK$1.90。此線於2011年7月17日因客量下降，而與其衍生的6A線合併，並同時改為全空調服務，終點站由美孚巴士總站延長至荔枝角巴士總站。

### 九龍巴士7號線
- 尖沙咀碼頭 ↔ 樂富

1920年代末開辦，當時為尖沙咀←→九龍塘，當時由中華巴士營辦，1933年6月11日，地區專營權生效後由九巴接辦，而且還設頭等及二等收費，當時頭等收費為首兩段一毫，其後每段五仙；二等車費為首兩段五仙，其後每段五仙，軍人及小童可以使用二等車票乘搭頭等。
日軍佔領香港，本路線曾經一度停駛，至1946年10月才重投服務，當時九龍塘總站設於多實街，之後九龍塘總站曾多次作出改動：
- 1960年1月，遷往歌和老街。
- 1973年初，遷回多實街。

六七暴動期間，本線曾於1967年6月25日暫停服務，直至9月2日恢復服務。
本線於1960至1982年代初的路線基本上維持不變，直至1984年1月7日，本線與7K線合併，總站由九龍塘延至樂富，1984年7月22日遷往現樂富中心的永久樂富總站。
本線於1995年7月24日增派空調巴士行走。更於2007年5月12日起提升本線至全空調服務。

### 九龍巴士8號線
- 尖沙咀碼頭 ↔ 九龍站

於1974年8月16日投入服務，以配合愛民邨落成，初時為愛民←→紅磡碼頭。
之後8號線的總站改動多次：
- 1975年11月30日，配合紅磡站啟用而改為該處作總站。
- 1976年7月1日，延至尖沙咀碼頭，方便乘客轉乘天星小輪過海。
- 1983年9月28日，配合愛民及何文田巴士路線重組，並與20線（佐敦道碼頭至愛民）合併，路線由愛民經何文田、窩打老道及油麻地延長至佐敦道碼頭
- 1999年2月28日，延長至九龍站，方便愛民及何文田居民接駁東涌綫及機場快綫。

在新的何文田總站於2003年6月29日啟用以前，由於來回程需途經全段常富街，所以受到常富街車輛長度限制，而無法使用長過十一米的巴士。到踏入廿一世紀，兩軸普通巴士大量淘汰，而且巴士服務空調化是大勢所趨，本線於2002年2月23日，改為全空調服務。
2017年7月6日,九巴最後一輛丹尼士巨龍非低地台巴士(白板車)ADS235/JD4215行走當日晚上8時之班次,之後退役。由於有大量市民到場送别,該班次延遲至8時15分才開出。

### 九龍巴士28線
- 樂華 ↔ 尖沙咀碼頭

於1985年3月3日投入服務，2018年2月12日改以此為總站，途經九龍灣、啟德隧道（只限去程）、彩虹邨（只限回程）、九龍城（只限回程）、馬頭圍、土瓜灣、紅磡、尖沙咀東及尖沙咀碼頭。

### 九龍巴士92R線
- 西貢 ↔ 尖沙咀碼頭

### 九龍巴士234P線
- 灣景花園 → 尖沙咀碼頭

### 九龍巴士HK1線
- 尖沙咀碼頭 ↺ 黃大仙

### 城巴N21、N21A線
N21
- 尖沙咀（天星碼頭） ↔ 機場（經東涌市中心、機場貨運區）

N21A
- 尖沙咀（天星碼頭） ↔ 機場（經東涌北）（經藍天海岸、映灣園、東環、逸東邨)

## 途經路線資料

### 九龍巴士8A線
- 黃埔花園 ↺ 尖沙咀

### 九龍巴士8P線
- 海逸豪園 ↺ 尖沙咀

### 九龍巴士234X線
- 荃灣（灣景花園） ↔ 尖沙咀東（麼地道）（往尖沙咀方向不繞經此站，只提供往荃灣方向服務）

### 過海隧道巴士973線
- 尖沙咀東（麼地道） ↔ 赤柱市場（往尖沙咀方向不繞經此站，只提供往赤柱方向服務）

### 過海隧道巴士H1線
- 中環（天星碼頭） ↔ 尖沙咀（漢口道）

### 九龍區專線小巴77M線
- 九龍站 ↺ 尖東站

## 過往路線
- 九龍巴士2C線
- 九龍巴士6A線
- 九龍巴士9號線
- 九龍巴士13X線
- 九龍巴士252B線
- 九龍巴士257B線
- 九龍巴士258B線
- 九龍巴士258C線
- 九龍巴士259B線
- 九龍巴士260B線
- 九龍巴士261B線
- 九龍巴士268B線 (第一代)
- 九龍巴士269B線 (第一代)

## 車坑分佈
| 車坑分佈（以入口最左邊起計） | 車坑分佈（以入口最左邊起計） | 車坑分佈（以入口最左邊起計）                                                                        |
| 車坑編號                     | 車坑數目                     | 路線                                                                                                |
| ---------------------------- | ---------------------------- | --------------------------------------------------------------------------------------------------- |
| 1                            | 單坑                         | 九龍巴士5A、5C、5P、8、8A、8P、92R、234X線 專綫小巴77M線 過海隧道巴士973、H1線 城巴20R、N21、N21A線 |
| 2                            | 單坑                         | 九龍巴士2線                                                                                         |
| 3                            | 單坑                         | 九龍巴士7線                                                                                         |
| 4                            | 單坑                         | 九龍巴士1線                                                                                         |
| 5                            | 單坑                         | 九龍巴士6線                                                                                         |
| 6                            | 單坑                         | 九龍巴士5、28線                                                                                     |
| 7                            | 雙坑                         | 九龍巴士1A線                                                                                        |
| 8                            | 三坑                         | 的士站                                                                                              |

## 渡輪航線
- 天星小輪
  - 尖沙咀←→中環
  - 尖沙咀←→灣仔
  - 天星維港遊
  - 尖沙咀←→迪士尼樂園渡輪碼頭

## 已經停辦渡輪航線
- 油蔴地小輪/新渡輪
  - 尖沙咀←→梅窩
  - 尖沙咀←→長洲

## 外部連結
- 九巴 （页面存档备份，存于）
- 尖沙咀（天星碼頭）巴士總站 （页面存档备份，存于），城巴／新巴
- 反對遷拆尖沙咀碼頭巴士總站 Say NO to relocation of Tsim Sha Tsui Star Ferry Bus Terminal （页面存档备份，存于）
- 尖沙咀天星碼頭事件簿 （页面存档备份，存于）